# پکارد وی-۱۶۵۰
پکارد وی-۱۶۵۰ (به انگلیسی: Packard V-1650) یک موتور هواگرد ساختِ کارخانهٔ پکارد در کشور ایالات متحده آمریکا است . 